# Římskokatolická farnost Veřovice
Římskokatolická farnost Veřovice je územní společenství římskokatolické církve v moravském obci Veřovice kolem zdejšího farního kostela Nanebevzetí Panny Marie patřící do děkanátu Nový Jičín ostravsko-opavské diecéze. Duchovním správcem zde od roku 2006 byl páter Miloslav Šmahlík. Od roku 2024 jím je páter Krzysztof Szewczyk.